# Charlie Barr

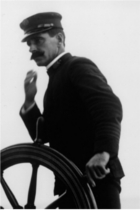
Charles Barr an Bord der Reliance

Charles „Charlie“ Barr (* 1864 in Gourock, Schottland; † 24. Januar 1911 in Southampton, England) war ein sehr erfolgreicher Regattasegler.

## Lebensweg
Charlie Barr wuchs in Gourock am Firth of Clyde auf. Wie viele Jungen in seinem Alter erlernte er nebenbei die Handhabung von Booten und Yachten. Während seiner Lehre als Kolonialwarenhändler sah er die Erfolge seines älteren Halbbruders John Barr (1845–1909), der als professioneller Segler arbeitete. Charlie Barr heuerte für einen Winter auf einem Fischerboot in den Gewässern des Clyde an. Im nächsten Sommer überführten die beiden Brüder Barr die 22-Tonnen-Segelyacht Clara über den Nordatlantik in 40 Tagen nach Nordamerika. In Amerika nahmen die beiden sehr erfolgreich mit der Yacht Clara an Segelregatten teil. Charlie Barr ließ sich in Amerika nieder. Er skipperte erfolgreich die Yacht Shona aus Boston und erwarb sich kontinuierlich den Ruf eines Kapitäns, der fast immer Regattapreise gewinnt. Er führte die Yachten Oweene, Wasp, Gloriana, Navahoe, Vigilant und Colonia zu Regattasiegen. Durch die überragenden Regattaerfolge der Clara wurde John Barr im Jahr 1887 für den 7. America’s Cup als Skipper der britischen Herausforderyacht Thistle ausgewählt, die den Royal Clyde Yacht Club vertrat. Beide Brüder schlossen im Verlauf ihrer Regattaerfolge Bekanntschaft mit dem US-amerikanischen Yachtdesigner Nathanael Herreshoff. Charlie Barr segelte fortan fast ausschließlich auf Yachten aus dem Büro von Herreshoff.

## Regatta-Erfolge

### America’s Cup
- Im Jahr 1895 war Charlie Barr der Skipper der Yacht Vigilant, die sich erfolglos als Kandidatin zur Verteidigung (Defender) des America’s Cup präsentierte.[2]

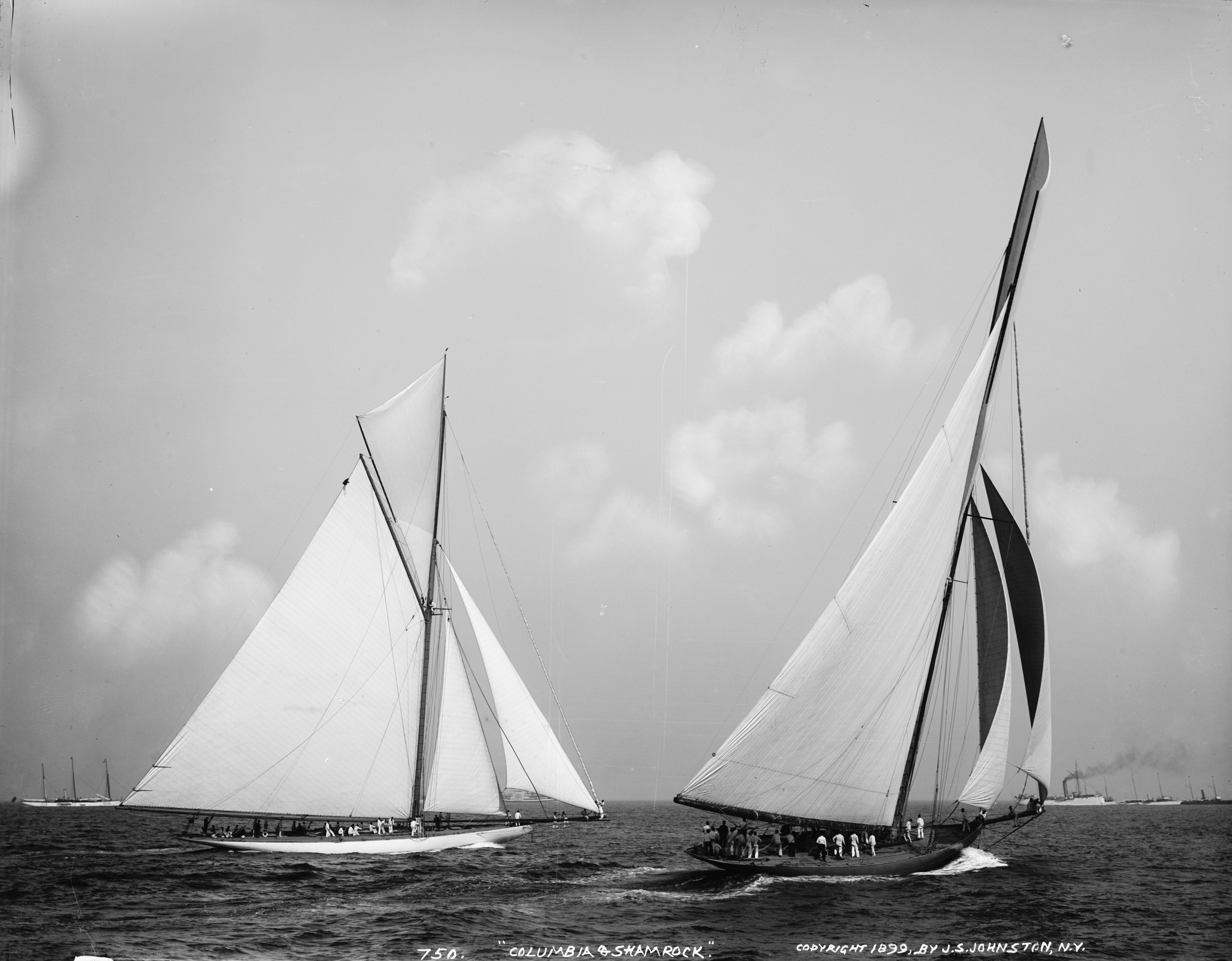
America’s Cup defender Columbia und Shamrock, 1899

- Als im Jahr 1899 ein Skipper für die Verteidigeryacht (englisch defender) Columbia des New York Yacht Clubs (NYYC) von Eigner C. Oliver Iselin und NYYC-Commodore Postley gegen die Shamrock von Sir Thomas Lipton (Großbritannien) gesucht wurde, fiel die Wahl auf Charlie Barr, der die Herausforderer (Challenger) deutlich besiegte.[1]

- 1901 war Charlie Barr erneut am Ruder der Columbia Sieger gegen die Shamrock II, von Sir Thomas Lipton (ein 137 Fuß-Kutter, Konstrukteur: George Lennox Watson). Die Zieldurchgänge waren die engsten der damaligen AC-Geschichte: Die erste Wettfahrt gewann Columbia mit 1 Min. und 20 Sekunden, die zweite gewann Shamrock II mit 3 Min. und die dritte mit 2 Sekunden, musste Columbia aber 43 Sekunden wegen Handikap vergüten.[3]

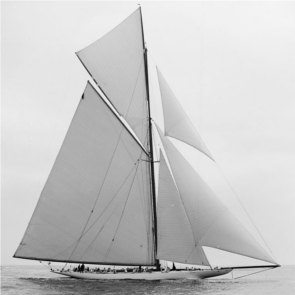
Reliance, 1903

- 1903 skipperte Charlie Barr die Siegeryacht Reliance (Konstrukteur: Nathanael Herreshoff) zu seinem dritten AC-Sieg gegen Shamrock III. Er handhabte die 144 Fuß große Yacht Reliance wie eine kleine Jolle und hatte in drei direkten Rennen gegen die Shamrock III mit dieser Taktik Erfolg.[3]

### Weitere Regatten

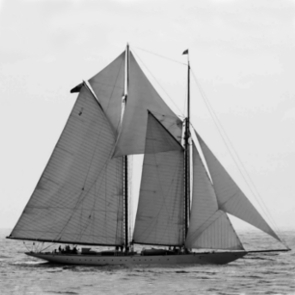
Schoner Westward, 1910

- 1901 gewann er am Ruder des alten Schoners Shamrock I für den neuen Eigner Frederick Tompson in einem Rennen auf dem Atlantik vor Cape May den 1000-US-$-Lipton-Cup.[1]
- 1904 überführte er den Stahl-Schoner Ingomar (Konstrukteur: Nathanael Herreshoff) von Nordamerika nach Europa und gewann in England und Deutschland mit dieser Yacht 19 von 22 Regatten, bei denen er gestartet war.[3]
- 1910 gelang Charlie Barr mit dem am 31. März 1910 vom Stapel gelaufenen 135-Fuß-Schoner (41,14 m) Westward (Konstrukteur: Nathanael Herreshoff; Eigner: Alexander Smith Cochran) ein bemerkenswerter Rekord: bei 11 Starts in Europa gewann Westward alle 11 Wettfahrten gegen so berühmte Yachten wie Cicely, Germania, Hamburg, Meteor und Susanne.

### Transatlantik Rekord

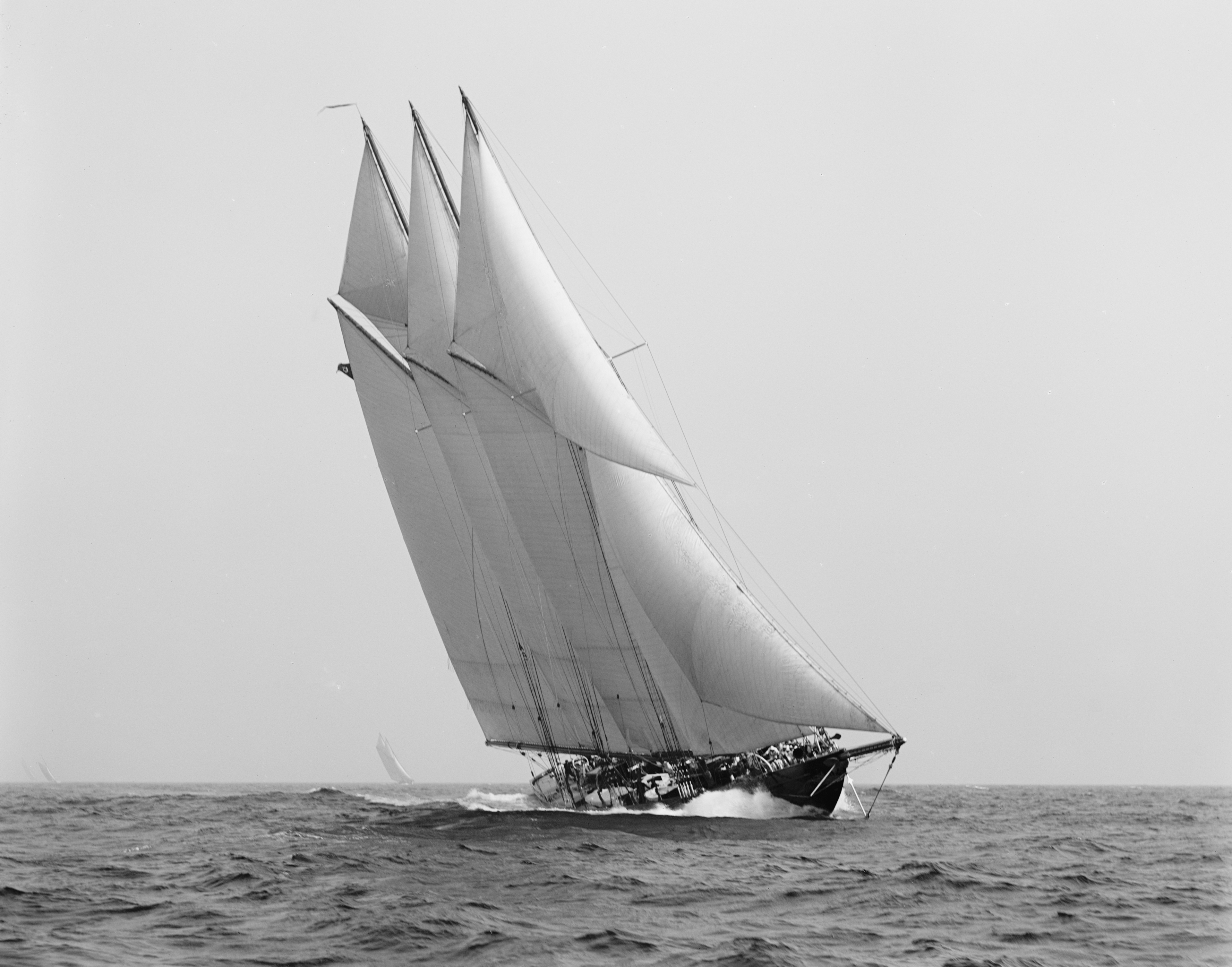
Schoner Atlantic, 1904

- 1905 stellte er mit dem 3-Mast-Schoner Atlantic während des Kaiser's Cup Transatlantic Race (heute: Rolex Transatlantic Challenge) den legendären Transatlantik-Rekord für Einrumpf-Segelyachten auf. Er legte die 2.925 Seemeilen (ca. 5417 km) lange Strecke von Sandy Hook bei New Jersey zum Leuchtfeuer Lizard Lighthouse (Lizard Point) an der Küste von Cornwall in England in 12 Tagen, 4 Stunden, 1 Minute und 19 Sekunden zurück.[4]
  - Dieser Segelrekord wurde erst 100 Jahre später von der aus neuesten Materialien gefertigten Maxi-Yacht Mari-Cha IV mit 9 Tagen, 15 Stunden, 55 Minuten und 23 Sekunden als Einrumpf-Segelyacht unterboten.[5]
  - Eric Tabarly hatte bereits 1980 als erster Segler mit dem Aluminium-Trimaran Paul Ricard – allerdings ein Mehrrumpfboot – den Fabelrekord nach 75 Jahren mit 10 Tagen, 5 Stunden und 14 Minuten unterboten.

## Ehrungen
- 1993 wurde Charlie Barr in die America’s Cup Hall of Fame aufgenommen.[3]

## Persönliches
Von der Statur her war Charlie Barr mit 5 Fuß 3 Inch (ca. 160 cm) eher klein, hatte schwarzes Haar und dunkle Augen. Er war geistig hellwach, beweglich, furchtlos und sicher in seinem Urteil. Er bereitete sich sehr intensiv auf die anstehenden Regatten vor. Studierte alle erreichbaren See-, Strömungs- und Windkarten und insbesondere seine Gegner. Seine Crew forderte er oftmals bis an die Grenze der Belastbarkeit, besonders wenn er während der Regatta immer neue Segel setzen ließ oder sehr spät die Segelfläche verkleinerte. Dabei beruhigte er seine Mannschaft durch seine demonstrativ zu Schau gestellte Furchtlosigkeit. Charlie Barr segelte bei dem Transatlantik Rekord die Yacht Atlantic so kompromisslos, dass er den mitsegelnden Eigner Wilson Marshall in dessen Kabine eingesperrt ließ, als dieser den Skipper bei Sturmstärke anwies, beizudrehen. „Sie haben mich engagiert, um das Rennen zu gewinnen. Und genau das beabsichtige ich zu tun!“ soll Charlie Barr dem in Panik geratenen Marshall zugerufen haben.
Charlie Barr starb am 24. Januar 1911 während eines Besuches in Southampton beim Frühstück überraschend mit 46 Jahren an einem Herzinfarkt in den Armen seiner Frau. Er wurde auf dem Friedhof Southampton Old Cemetery beerdigt.